# Перевесье (Гродненская область)
Переве́сье (бел. Пераве́ссе, пол. Przewiesie) — деревня в Сморгонском районе Гродненской области Беларуси.
Входит в состав Коренёвского сельсовета.
Расположена в центральной части района на левобережьи реки Вилия к западу от места впадения в неё реки Оксна. Расстояние до районного центра Сморгонь по автодороге — около 4 км, до центра сельсовета деревни Корени по прямой — чуть более 3,5 км. Ближайшие населённые пункты — Войниденяты, Перевозы, Шематово. Площадь занимаемой территории составляет 0,0420 км², протяжённость границ 1470 м.
Согласно переписи население деревни в 1999 году насчитывало 11 человек.
Впервые упоминается в летописи 1377 года. Название происходит от слова перевесь, перевесище — сеть для ловли дичи, натянутая над землёй.
Через деревню проходит грунтовая автомобильная дорога местного значения Н7798 Сморгонь (кладбище) — Перевесье.